# Аманжар
Аманжа́р (каз. Аманжар) — село у складі Келеського району Туркестанської області Казахстану. Входить до складу Кошкаратинського сільського округу.
До 2002 року село називалося Друга П'ятилітка.
Населення — 688 осіб (2021; 648 у 2009, 405 у 1999, 294 у 1989).